# Kvinnans tre åldrar
Kvinnans tre åldrar (tyska: Die drei Lebensalter der Frau) är en oljemålning av den österrikiske konstnären Gustav Klimt från 1905. Den ingår sedan 1912 i Galleria Nazionale d'Arte Modernas samlingar i Rom.
Klimts konst är en märklig syntes av symbolism och jugend. Målningens titel syftar på att kvinnorna är avbildade i olika skeden av livscykeln: som barn, ung vuxen respektive gammal. De är omgivna av former som återspeglar Klimts intresse för mikrobiologi. De former som flyter ovanför den yngre kvinnan liknar bakteriekolonier, medan den äldre kvinnan står bland uttänjda encelliga djur som associeras med död och förruttnelse.